# 1249
1249 (MCCLXXVII) var ett normalår som började en fredag i den julianska kalendern.

## Händelser

### Sommaren
- Sommaren – Fred sluts med Norge i Lödöse. Därmed biläggs konflikten Värmlandståget från 1225.

### Juli
- 6 juli – Vid Alexander II:s död efterträds han som kung av Skottland av sin son Alexander III.

### Okänt datum
- Svenskarna påbörjar det tredje svenska korståget, denna gång mot Finland, lett av Birger jarl och biskop Thomas.
- Byggandet av Tavastehus slott påbörjas.
- Dominikanerna grundar ett kloster i Åbo.

## Födda
- Erik Klipping, kung av Danmark 1259–1286
- John Balliol, kung av Skottland 1292–1296
- Johannes XXII, född Jacques Duèse, påve 1316–1334 (född detta år, 1244 eller 1245)

## Avlidna
- 6 juli – Alexander II, kung av Skottland sedan 1214
- Stephanie de Lampron, drottning av Cypern